# Erroll Garner
Erroll Louis Garner (Pittsburgh, 15 de junho de 1921 — Los Angeles, 2 de janeiro de 1977) foi um pianista e compositor de jazz americano conhecido por tocar swing e baladas. Sua balada instrumental "Misty", sua composição mais conhecida, tornou-se um padrão de jazz. Foi gravada pela primeira vez em 1956 com Mitch Miller e sua orquestra, e desempenhou um papel proeminente no filme Play Misty for Me.
Scott Yanow, do Allmusic, o chama de "um dos mais distintos de todos os pianistas" e um "virtuoso brilhante".  Ele recebeu uma estrela na Calçada da Fama de Hollywood em 6363 Hollywood Blvd. Seu álbum ao vivo Concert by the Sea lançado pela primeira vez em 1955, vendeu mais de 1 milhão de cópias em 1958, e a opinião de Yanow sobre o álbum é que "causou uma impressão tão forte que Garner foi considerado imortal a partir de então".

## Vida e carreira
Garner nasceu, junto com o irmão gêmeo Ernest, em Pittsburgh, Pensilvânia, em 15 de junho de 1921, o caçula de seis filhos. Ele estudou na George Westinghouse High School (assim como os colegas pianistas Billy Strayhorn e Ahmad Jamal). Entrevistas com sua família, professores de música, outros músicos e uma árvore genealógica detalhada podem ser encontradas em Erroll Garner: The Most Happy Piano, de James M Doran.

### Carreira no piano

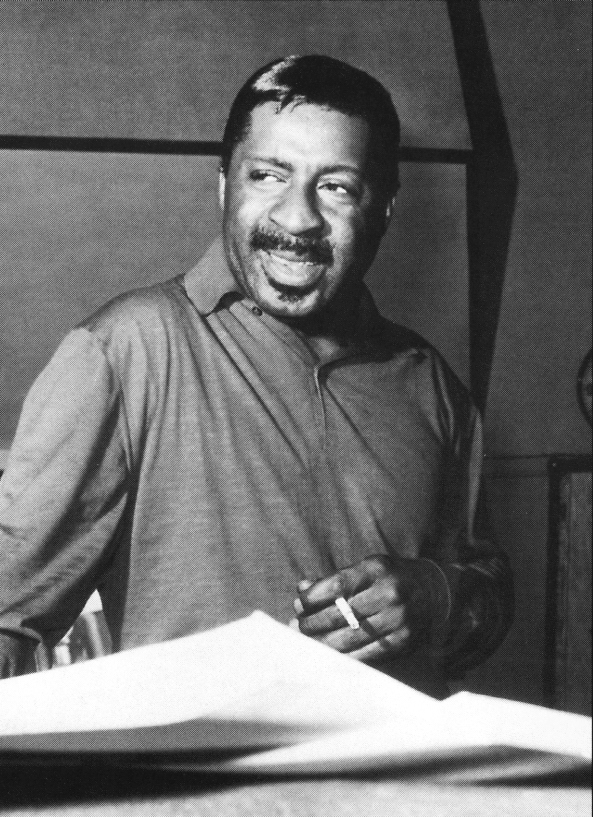
Erroll Garner durante sua visita a Helsinque, Finlândia, em novembro de 1964

Garner começou a tocar piano aos três anos de idade. Seus irmãos mais velhos aprenderam piano com uma "Srta. Bowman". Desde tenra idade, Erroll sentava-se e tocava qualquer coisa que ela demonstrasse, "assim como a Srta. Bowman", disse sua irmã mais velha, Martha. Garner foi autodidata e permaneceu absorvendo a música e a reproduzindo de memória durante toda a sua vida, nunca aprendendo a ler música. Aos 7 anos, ele começou a aparecer na estação de rádio KDKA em Pittsburgh com um grupo chamado Candy Kids. Aos 11 anos, ele estava jogando nos barcos Allegheny. Em 1937 juntou-se ao saxofonista local Leroy Brown.
Ele tocou localmente na sombra de Linton Garner, seu irmão mais velho, também pianista.
Garner mudou-se para a cidade de Nova York em 1944. Ele trabalhou brevemente com o baixista Slam Stewart e, embora não fosse um músico de bebop em si, em 1947 tocou com Charlie Parker na sessão "Cool Blues". Embora sua admissão no sindicato da música de Pittsburgh tenha sido inicialmente recusada por causa de sua incapacidade de ler música, o sindicato cedeu em 1956 e fez dele um membro honorário. Garner é creditado com uma excelente memória musical. Depois de assistir a um concerto do pianista clássico russo Emil Gilels, Garner voltou para seu apartamento e conseguiu tocar de memória grande parte da música executada.

### Processo judicial contra a Columbia Records
Garner processou a Columbia Records em 1960 por quebra de contrato depois que a Columbia lançou várias gravações sem o consentimento de Garner. Garner assinou um contrato de cinco anos com a Columbia em 1956, que continha uma cláusula inédita (negociada com a ajuda da empresária Martha Glaser) dando a Garner o direito de aprovar o lançamento de qualquer uma de suas músicas gravadas. Após três anos de litígio, durante os quais a Columbia continuou a liberar as gravações de Garner contra sua vontade, a Suprema Corte do Estado de Nova York decidiu a favor de Garner em uma decisão histórica com relação aos direitos do artista, e a Columbia pagou a Garner um acordo substancial e retirou todos os os registros não autorizados de seus distribuidores.

### Marta Glaser
Garner foi administrado por Martha Glaser de 1950 até sua morte em 1977,  com um período desse tempo como seu único cliente.

### Morte
Garner morreu de parada cardíaca relacionada a enfisema em 2 de janeiro de 1977. Ele está enterrado no Cemitério de Homewood, em Pittsburgh.

## Estilo de toque
De estatura baixa (157 cm), Garner atuou sentado em várias listas telefônicas. Ele também era conhecido por suas vocalizações enquanto tocava, o que pode ser ouvido em muitas de suas gravações. Ele ajudou a preencher a lacuna entre os músicos de jazz entre as casas noturnas e a sala de concertos.
Chamado de "um dos mais distintos de todos os pianistas" por Scott Yanow, Garner mostrou que um "músico de jazz criativo pode ser muito popular sem diluir sua música" ou mudar seu estilo pessoal. Ele foi descrito como um "virtuoso brilhante que soava diferente de qualquer outro", usando uma "abordagem orquestral direto da era do swing, mas... aberto às inovações do bop". Seu estilo distinto poderia suingar como nenhum outro, mas algumas de suas melhores gravações são baladas, como sua composição mais conhecida, "Misty", que rapidamente se tornou um padrão de jazz - e foi apresentada no filme de Clint Eastwood Play Misty for Me (1971).
Garner pode ter se inspirado no exemplo de Earl Hines, um colega residente de Pittsburgh que era 18 anos mais velho, e havia semelhanças em sua abordagem elástica ao tempo e uso de oitavas da mão direita. As primeiras gravações de Garner exibem a influência do estilo stride piano de James P. Johnson e Fats Waller. As improvisações melódicas de Garner geralmente se aproximavam do tema enquanto empregavam novas aberturas de acordes e outros recursos. Ele desenvolveu um estilo característico que envolvia a mão direita tocando ligeiramente atrás da batida, enquanto a esquerda dedilhava um ritmo e pontuação constantes, criando uma qualidade despreocupada e ao mesmo tempo uma emocionante tensão rítmica. Garner tocou as melodias da mão direita atrás da batida e, em seguida, aumentou ligeiramente o andamento na mão direita para acompanhar o pulso da mão esquerda. Isso teve um efeito dramático de inchaço, às vezes chamado de tempo de "pedal do acelerador", referindo-se ao acelerador de um automóvel. Essa mudança entre arrastar e correr também foi apelidada de "Dragão Russo". Muitos músicos de jazz expressam de maneira semelhante, mas Garner levou isso a extremos mais do que a maioria. A independência de suas mãos também foi evidenciada por seu uso magistral de três contra quatro e ritmos cruzados mais complicados entre as mãos. Em configurações de trio, ele costumava tocar o som 3:2 padrão rítmico de clave em sua mão esquerda acorde em melodias latinas, e em melodias de swing, ele tocou o padrão rítmico de clave Rumba 12/8. Garner frequentemente improvisava introduções caprichosas - muitas vezes em total contraste com o resto da música - que deixavam os ouvintes em suspense quanto ao que a peça seria.
O baixista Ray Brown chamou Garner de "O Homem Feliz". O pianista Ross Tompkins descreveu a distinção de Garner devido à "felicidade".

## Obras
As primeiras gravações de Garner foram feitas no final de 1944 no apartamento de Timme Rosenkrantz; estes posteriormente foram lançados como a série de cinco volumes Overture to Dawn na Blue Note Records. Sua carreira musical avançou no final dos anos 1940, quando vários lados como "Fine and Dandy", "Skylark" e "Summertime" foram cortados. Seu álbum ao vivo de 1955, Concert by the Sea, foi um álbum de jazz mais vendido em sua época e apresenta Eddie Calhoun no baixo e Denzil Best na bateria. Esta gravação de uma apresentação no Sunset Center, uma antiga escola em Carmel-by-the-Sea, Califórnia, foi feita com equipamentos de som relativamente primitivos, mas para George Avakian, a decisão de lançar a gravação foi fácil.
Em 1954, Garner compôs "Misty", gravando-a pela primeira vez em 1955 para o álbum Contrasts. As letras foram posteriormente adicionadas por Johnny Burke. "Misty" rapidamente se tornou popular, tanto como um padrão de jazz quanto como a canção de assinatura de Johnny Mathis. Também foi gravada por Ella Fitzgerald, Frank Sinatra, Sarah Vaughan, Ray Stevens e Aretha Franklin. Clint Eastwood o usou como base para seu thriller Play Misty For Me.
One World Concert foi gravado na Feira Mundial de Seattle de 1962 (e em 1959 se estendendo nos estúdios) e apresenta Eddie Calhoun no baixo e Kelly Martin na bateria. Outros trabalhos incluem Long Ago and Far Away, de 1951, Erroll Garner at the Piano com Wyatt Ruther e Fats Heard, The Most Happy Piano, de 1957, Feeling Is Believing, de 1970, e Magician, de 1974, no qual Garner executa uma série de padrões clássicos. Frequentemente, o trio era expandido para adicionar percussão latina, geralmente uma conga.
Em 1964, Garner apareceu no Reino Unido na série musical Jazz 625 transmitida pela BBC Two. O programa foi apresentado por Steve Race, que apresentou o trio de Garner com Eddie Calhoun no baixo e Kelly Martin na bateria.
Como Garner não conseguia escrever suas ideias musicais, ele costumava gravá-las em fita, para serem posteriormente transcritas por outras pessoas.
O Erroll Garner Club foi fundado em 1982 em Aberlady, na Escócia. Em 26 de setembro de 1992, Garnerphiles da Inglaterra, Escócia, Alemanha e Estados Unidos se encontraram em Londres para uma reunião única e histórica. Os convidados de honra foram Eddie Calhoun (baixista) e Kelly Martin (baterista), seção rítmica de Garner de meados dos anos 1950 a meados dos anos 1960. Em 15 de junho de 1996, muitos dos Garnerfilos do Reino Unido se reuniram em Cheltenham para uma tarde de música, comida e diversão no que seria o 75º aniversário de Garner. Naquela noite, eles souberam da morte da lenda do jazz Ella Fitzgerald.

### Arquivo e material recém-descoberto

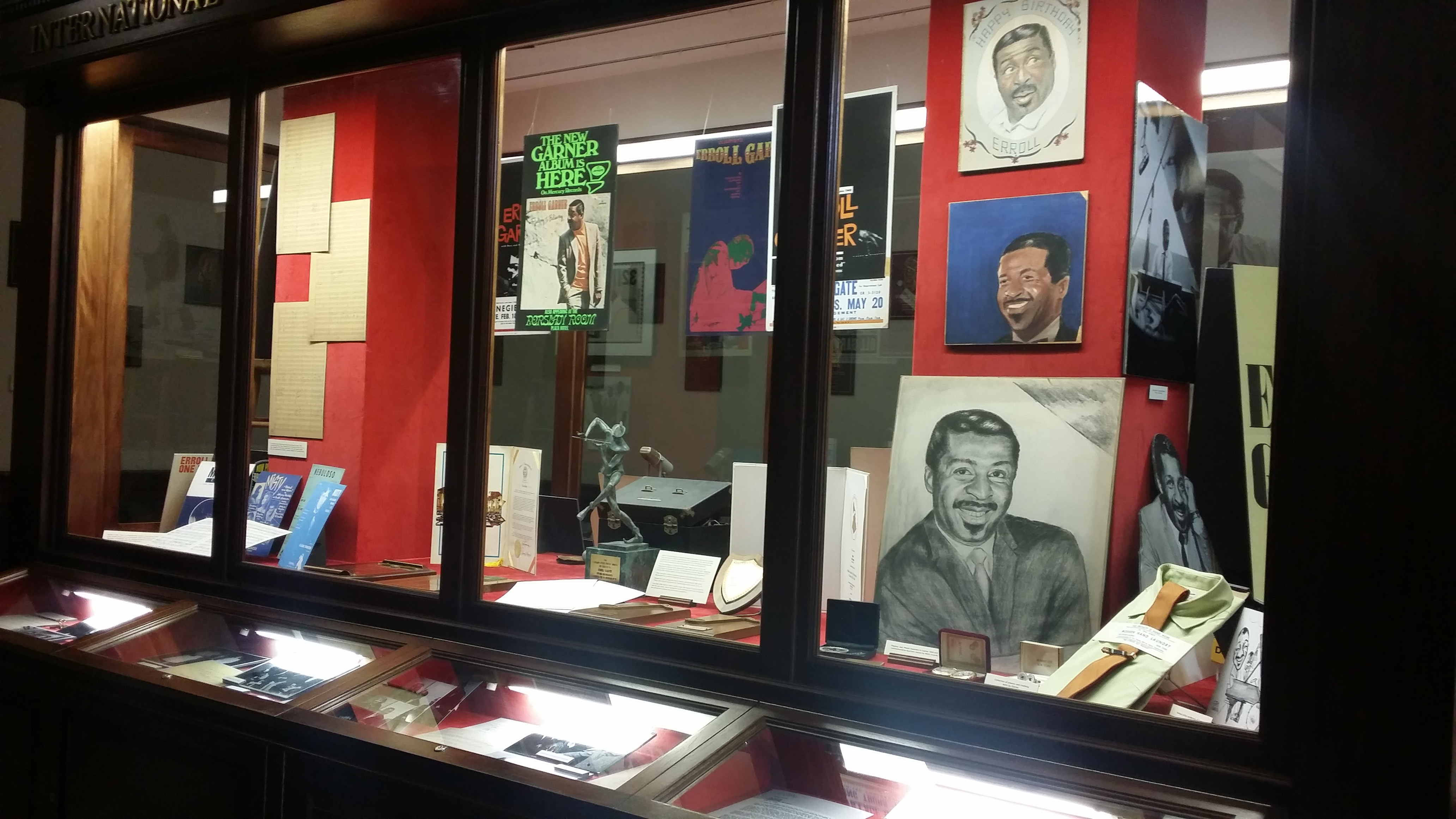
Uma exposição no William Pitt Union da Universidade de Pittsburgh dos Arquivos Erroll Garner

Em 2012, um filme sobre Garner foi lançado por Atticus Brady chamado No One Can Hear You Read ('Ninguém pode ouvir você ler') que Garner costumava dizer quando questionado por que nunca aprendeu a ler música. As filmagens do prodígio do piano tocando e falando foram intercaladas com entrevistas: com admiradores (incluindo Woody Allen, Steve Allen e seus colegas músicos Ahmad Jamal, também de Pittsburgh e Ernest McCarty, seu baixista por muitos anos); com membros da família, incluindo sua irmã mais velha Ruth Garner Moore e sua filha Kim Garner; com George Avakian, o produtor de Concert by the Sea; e com Jim Doran seu biógrafo. O filme tenta abordar a queda de proeminência de Garner após sua morte, lembrando aos espectadores o quão popular e original ele era em sua época, bem como por que ele é considerado em muitos lugares uma lenda, um dos verdadeiros grandes nomes do jazz.
Em 15 de junho de 2015, o espólio de Martha Glaser, gerente de longa data de Garner, anunciou a formação do Erroll Garner Jazz Project, um grande novo arquivo e celebração musical de Garner. O projeto inclui a doação do Erroll Garner Archive — um enorme tesouro de material histórico recém-descoberto da vida de Garner — para a Universidade de Pittsburgh.
Em 18 de setembro de 2015, Concert by the Sea foi relançado pela Sony Legacy em uma edição expandida de três CDs que adiciona 11 faixas inéditas.
Em 30 de setembro de 2016, Ready Take One foi lançado no Sony Legacy/Octave apresentando 14 faixas inéditas.
Em 13 de julho de 2018, uma gravação de concerto ao vivo de Garner tocando em 1964 no Concertgebouw na Holanda foi lançada pela Mack Avenue Records com o título Nightconcert.
Em novembro de 2021, Garner apareceu postumamente em "All Night Parking" com Adele no quarto álbum de estúdio desta última.

### Direitos de publicação
Em 2016, a Downtown Music Publishing firmou um contrato de administração mundial exclusivo com a Octave Music Publishing Corp. O acordo cobre todas as obras de Garner, incluindo "Misty", bem como o extenso arquivo de gravações master de Garner, muitas das quais ainda não foram lançadas.

### Perda de material
Erroll Garner estava entre centenas de artistas cujo material foi destruído no incêndio na Universal Studios em 2008.

## Discografia
- Penthouse Serenade (1945–1949), Savoy MG12002
- Serenade To Laura (1945–1949), Savoy MG12003
- Giants of the Piano (album dividido com Art Tatum) (1947 Hollywood recordings with Red Callender, Hal West), Roost 2213; Vogue LAE 12209
- Early in Paris (1948), Blue Music Group
- Back To Back (split album with Billy Taylor) (1949), Savoy MG12008
- Erroll Garner (August 1949) (Los Angeles recordings with John Simmons, Alvin Stoller), (2 volumes: Joker BM 3718 and BM 3719)
- The Greatest Garner (1949–1950), Atlantic 1227
- Piano Moods (1950), Columbia CL6139 [10"]
- Gems (1951), Columbia CL6173 [10"]; (1954); Columbia CL583 [12"]
- Solo Flight (1952), Columbia CL6209 [10"]; Philips B 07602 R [10"]
- Plays for Dancing (1953), Columbia CL6259 [10"]; (1956) Columbia CL667 [12"]
- Erroll Garner (At the Piano) (1953) (with Wyatt Ruther, Fats Heard), Columbia CL535; Philips B 07015 L; reissue: CBS [UK] 62 311
- Gone With Garner (1954), EmArcy MG26042
- Garnering (1954), EmArcy MG36026
- Mambo Moves Garner (1954), Mercury MG20055
- Contrasts (1954), EmArcy MG36001
- Erroll! (Erroll Garner In The Land Of Hi-Fi) (1954–1955), EmArcy MG36069
- Plays Misty (1954–1955), Mercury MG20662
- Solitaire (1955), Mercury MG20063
- Afternoon of an Elf (1955), Mercury MG20090
- Gone Garner Gonest (1955), Columbia CL617
- Music for Tired Lovers, with Woody Herman singing (!) (1955), Columbia CL651
- Concert by the Sea (September 19, 1955), Columbia CL883; also released later in an expanded three-CD version The Complete Concert by the Sea (2015)
- Garnerland (1955), Columbia CL2540 [10"] released in Columbia's "House Party Series"
- He's Here! He's Gone! He's Garner! (1956), Columbia CL2606 [10"] released in Columbia's "House Party Series"
- After Midnight (1956), Columbia CL-834
- The Most Happy Piano (1957), Columbia CL939 [Italian CBS reissue, Il magico pianoforte di Erroll Garner, CBS Serie Rubino 52065, 1967]
- Other Voices, with Mitch Miller and orchestra (1957), Columbia CL1014
- Soliloquy (1957), Columbia CL1060
- Encores in Hi-Fi (1958), Columbia CL1141
- Paris Impressions, Vol. 1 (1958), Columbia CL1212
- Paris Impressions, Vol. 2 (1958), Columbia CL1213
- The One and Only Erroll Garner (1960), Columbia C1452
- Swinging Solos (1960), Columbia CL1512
- The Provocative Erroll Garner (1961), Columbia CL1587
- Dreamstreet (1961), ABC-Paramount 365
- Closeup in Swing (1961), ABC-Paramount 395
- Informal Piano Improvisations (1962), Baronet B-109
- One World Concert (1963), Reprise R9-6080
- A New Kind of Love: Erroll Garner with Full Orchestra, Conducted by Leith Stevens (1963), Mercury SR-60859; Phillips BL 7595
- Mr. Erroll Garner and the Maxwell Davis Trio (1964), Crown CLP-5404
- Serenade in Blue (1964), Clarion 610
- Amsterdam Concert (November 7, 1964), Philips BL 7717; Philips 632 204 BL
- Erroll Garner Plays (1965), Ember FA 2011
- Now Playing: A Night at the Movies (1965), MGM SE-4335
- Campus Concert (1966), MGM SE-4361
- That's My Kick (1967), MGM SE-4463
- Up in Erroll's Room (Featuring 'The Brass Bed') (1968), MGM SE-4520; Pye International NSPL.28123
- Feeling is Believing (1970), Mercury SR-61308
- Gemini (1972), London XPS-617
- Magician (1974), London APS-640
- Play it Again, Erroll! (1975), Columbia PG-33424 (double album)
- The Elf: The Savoy Sessions (1976), Savoy SJL-2207 (double album)
- Erroll Garner Plays Gershwin & Kern (1976), Polydor [Fr] 2445 030; (1985), EmArcy 826 224
- Yesterdays (1978), Savoy SJL-1118
- Long Ago and Far Away (1987), Columbia CK-40863
- Body & Soul (1991), Columbia CK-47035
- Erroll Garner's Finest Hour (2003) Verve 589 775
- The Complete Concert by the Sea (2015), Columbia/Legacy 888751208421 (3-CD set)
- The Real...Erroll Garner (The Ultimate Collection) (2016), Sony Music 889853056323 (3-CD set)
- Ready Take One (2016), Octave Music/Legacy 889853633128
- Nightconcert (2018), Mack Avenue
- “All Night Parking” (2021), Columbia/[Melted Stone], Adele (30)

## Vida pessoal
Garner não se casou, mas teve uma filha, Kim Garner, que é entrevistada em No One Can Hear You Read.